# ジョアン・ジュスティノ・アマラウ・ドス・サントス
アマラウ（Amaral）こと、ジョアン・ジュスティノ・アマラウ・ドス・サントス（João Justino Amaral dos Santos、1954年12月25日 - 2024年5月31日）は、ブラジル出身のサッカー選手。ポジションはディフェンダー（センターバック）。

## 経歴
グアラニ、コリンチャンス、サントス、メキシコのクラブ・アメリカとテコスでプレーした後、1987年にブルメナウで引退した。コリンチャンスで1979年にカンピオナート・パウリスタ、アメリカで1984年にメキシコ・プリメーラ・ディビシオンに優勝した。
ブラジル代表としては、1975年8月から1980年6月まで非公式試合16試合を含め56試合に出場。1975年コパ・アメリカ、1978年ワールドカップ、1979年コパ・アメリカのメンバーに選ばれた。1976年にアメリカ合衆国で開催されたバイセンテニアル・カップ・トーナメントに優勝した。
2024年5月31日、がんのため死去した。69歳没。

## 所属クラブ
- 1971-1978  グアラニFC
- 1978-1981  SCコリンチャンス・パウリスタ
- 1981-1982  サントスFC
- 1982-1984  クラブ・アメリカ
- 1984-1986  テコスFC
- 1987  ブルメナウEC（ポルトガル語版）